# Ectot-l'Auber
Ectot-l'Auber és un municipi francès situat al departament del Sena Marítim i a la regió de Normandia. L'any 2007 tenia 542 habitants.

## Demografia

### Població
El 2007 la població de fet d'Ectot-l'Auber era de 542 persones. Hi havia 179 famílies de les quals 20 eren unipersonals (16 homes vivint sols i 4 dones vivint soles), 49 parelles sense fills, 106 parelles amb fills i 4 famílies monoparentals amb fills.
La població ha evolucionat segons el següent gràfic:
Habitants censats

### Habitatges
El 2007 hi havia 181 habitatges, 176 eren l'habitatge principal de la família, 4 eren segones residències i 1 estava desocupat. Tots els 180 habitatges eren cases. Dels 176 habitatges principals, 156 estaven ocupats pels seus propietaris, 17 estaven llogats i ocupats pels llogaters i 2 estaven cedits a títol gratuït; 3 tenien dues cambres, 17 en tenien tres, 54 en tenien quatre i 101 en tenien cinc o més. 148 habitatges disposaven pel capbaix d'una plaça de pàrquing. A 65 habitatges hi havia un automòbil i a 100 n'hi havia dos o més.

### Piràmide de població
La piràmide de població per edats i sexe el 2009 era:
| Homes | Edats   | Dones |
| ----- | ------- | ----- |
| 0     | 95 o +  | 0     |
| 0     | 90 a 94 | 0     |
| 4     | 85 a 89 | 0     |
| 4     | 80 a 84 | 4     |
| 8     | 75 a 79 | 8     |
| 8     | 70 a 74 | 8     |
| 4     | 65 a 69 | 8     |
| 0     | 60 a 64 | 0     |
| 0     | 55 a 59 | 4     |
| 16    | 50 a 54 | 16    |
| 20    | 45 a 49 | 8     |
| 24    | 40 a 44 | 16    |
| 20    | 35 a 39 | 24    |
| 8     | 30 a 34 | 20    |
| 4     | 25 a 29 | 8     |
| 12    | 20 a 24 | 20    |
| 28    | 15 a 19 | 28    |
| 36    | 10 a 14 | 12    |
| 16    | 5 a 9   | 20    |
| 16    | 0 a 4   | 4     |

## Economia
El 2007 la població en edat de treballar era de 336 persones, 252 eren actives i 84 eren inactives. De les 252 persones actives 239 estaven ocupades (139 homes i 100 dones) i 13 estaven aturades (8 homes i 5 dones). De les 84 persones inactives 18 estaven jubilades, 30 estaven estudiant i 36 estaven classificades com a «altres inactius».

### Ingressos
El 2009 a Ectot-l'Auber hi havia 186 unitats fiscals que integraven 552,5 persones, la mediana anual d'ingressos fiscals per persona era de 18.330 €.

### Activitats econòmiques
Dels 8 establiments que hi havia el 2007, 5 eren d'empreses de construcció i 3 d'empreses de comerç i reparació d'automòbils.
Dels 6 establiments de servei als particulars que hi havia el 2009, 1 era un taller de reparació d'automòbils i de material agrícola, 1 paleta, 1 guixaire pintor, 2 fusteries i 1 lampisteria.
L'any 2000 a Ectot-l'Auber hi havia 7 explotacions agrícoles.

## Equipaments sanitaris i escolars
El 2009 hi havia una escola maternal integrada dins d'un grup escolar amb les comunes properes formant una escola dispersa.

## Poblacions més properes
El següent diagrama mostra les poblacions més properes.